# Le Crime de Napoléon

Le Crime de Napoléon est un ouvrage littéraire écrit par Claude Ribbe, paru le 1er décembre 2005 aux éditions Privé et édité par Guy Birenbaum qui évoque, sous forme de pamphlet, le rétablissement de l'esclavage par Napoléon Bonaparte en 1802 et la répression de la résistance à ce rétablissement tant en Guadeloupe qu'à Saint-Domingue.
L'ouvrage, dont la première édition était de 35 000 exemplaires, a été traduit au Brésil, en Chine et en Corée. La première édition ayant été épuisée dès 2006, Le Crime de Napoléon a été réédité par Le Cherche midi sous la direction de Pierre Drachline en 2013 . Il a été vivement critiqué par de nombreux historiens spécialistes de la période qui considèrent que le livre tient davantage du pamphlet que du livre d'histoire.

## Résumé
Selon Claude Ribbe, face à la résistance des citoyens français qu'on voulait mettre en esclavage au motif qu'ils étaient dans cette situation avant le soulèvement d'août 1791, Leclerc décida d'exterminer la population de Saint-Domingue au-dessus de douze ans selon un critère « racial », utilisant notamment le gazage au dioxyde de soufre, les noyades et l'usage de chiens dressés. L'auteur estime le nombre de victimes à plusieurs dizaines de milliers.
Claude Ribbe, s'appuyant sur de nombreux témoignages inédits, met également en évidence les déportations en Corse et à l'île d'Elbe qui accompagnèrent ces massacres et la mise en œuvre, sur le territoire français métropolitain, d'une législation raciale qu'il met en comparaison avec les lois de Nuremberg. L'armée fut épurée de ses officiers de « couleur » et les mariages « mixtes » furent interdits, en contradiction avec les dispositions du code civil. Claude Ribbe souligne que Claude Ambroise Régnier, ministre de la Justice et auteur de cette initiative, dictée par Napoléon, est au Panthéon.

## La couverture consacrée à Hitler
La couverture de la première édition de l'ouvrage évoquait la visite de Hitler, venu s'incliner à Paris aux Invalides sur le tombeau de l'Empereur, qu'il admirait, avant de « rendre » à la France vaincue les cendres de l'Aiglon dont le cercueil entrerait aux Invalides porté par des SS. Par souci d'apaisement, elle ne figure pas sur l'édition suivante.
Claude Ribbe révèle par ailleurs l'existence d'un film à la gloire de Napoléon produit en Allemagne par Goebbels dans les années 1930 et inspiré d'une œuvre de Mussolini.

## Réception critique et polémiques
La publication de cet ouvrage, qui mettait indirectement en cause l'attitude de certains historiens glorifiant Napoléon, a lieu en pleine affaire Olivier Grenouilleau, en 2005, au moment où la plupart d'entre eux, appuyés par de nombreuses associations et fondations, s'apprêtaient à fêter en grande pompe le bicentenaire d'Austerlitz. 
Le chef d'entreprise Pierre Branda, qui a écrit un livre sur Napoléon a estimé qu'il s'agit d'une thèse montée de toutes pièces en décembre 2005 dans Revue du Souvenir napoléonien. L'historien et académicien Pierre Nora, par ailleurs doublement impliqué dans l'affaire Olivier Grenouilleau, en tant qu'éditeur d'Olivier Grenouilleau et en tant qu'animateur de la pétition prenant sa défense, n'y voit qu'un « pamphlet sans queue ni tête ».
Les soubresauts de l'affaire Olivier Grenouilleau, centrée sur la liberté d'expression d'un historien menacé de suspension pour avoir estimé dans les médias que les traites négrières ne constituaient pas un génocide, ont attiré la sympathie des médias pour le point de vue de son éditeur Pierre Nora, très opposé à la publication du livre de Claude Ribbe.[réf. nécessaire]
Jérôme Gautheret, dans Le Monde, estime que « Le Crime de Napoléon n’est pas un livre d’histoire » et le qualifie de « charge polémique dirigée contre les « historiographes officiels » » et de « pamphlet » ne contribuant pas vraiment à une « relecture critique du fait colonial ». Nicolas Lebourg dénonce « ce type d’anachronismes, […] décrivant la traite négrière telle une Shoah par cales ».